# 瑞耶 (夏朗德省)
瑞耶（法語：Juillé，法語發音：[ʒɥije]）是法国夏朗德省的一个市镇，属于孔福朗区。

## 地理
瑞耶（45°55'48"N, 0°8'38"E）面积8.6 平方千米，位于法国新阿基坦大区夏朗德省，该省份为法国西部内陆省份，北起德塞夫勒省和维埃纳省，东临上维埃纳省，东南至多尔多涅省，南至多爾多涅省，西接滨海夏朗德省。
与瑞耶接壤的市镇（或旧市镇、城区）包括：沙尔梅、丰特尼耶、利涅、洛讷、吕克塞、萨勒德维勒法尼昂。

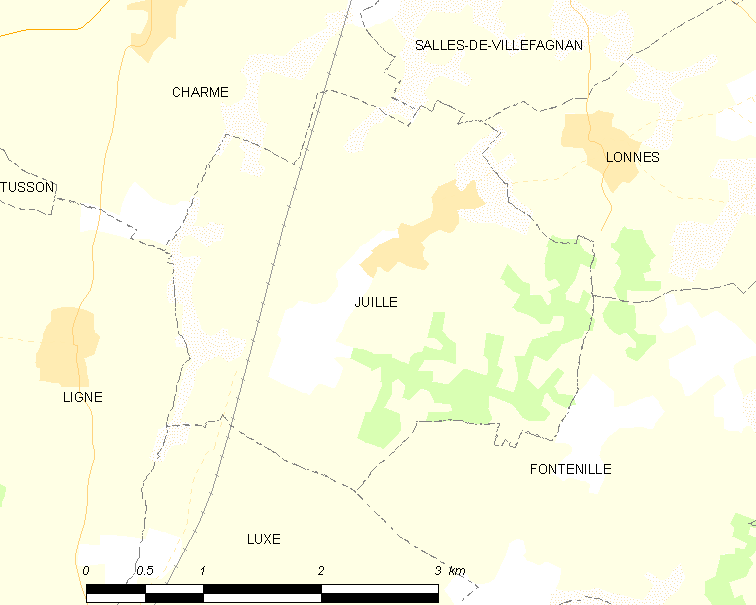
的OSM定位图

瑞耶的时区为UTC+01:00、UTC+02:00（夏令时）。

## 行政
瑞耶的邮政编码为16230，INSEE市镇编码为16173。

## 政治
瑞耶所属的省级选区为布瓦克斯-芒卢瓦县。

## 人口

1962-2008年间人口变化图示

瑞耶于2022年1月1日时的人口数量为176人。